# Mirsad Bektašević
Mirsad Bektašević, född 30 juli 1987, alias Maximus, är en svensk medborgare född i Montenegro, Jugoslavien  som år 2005 greps i Sarajevo, Bosnien och Hercegovina, dömd för bland annat terrorbrott. Bektašević dömdes 2007 tillsammans med tre andra män och dömdes till 15 år och 4 månaders fängelse.
Hans far dödades i en trafikolycka medan Mirsad Bektašević var en ung pojke. 1994 flyttade Bektašević till Sverige tillsammans med sin mor och sin yngre bror. Han växte upp i Kungälv norr om Göteborg. Bektašević besökte ofta Bellevue-moskén i centrala Göteborg.